# Hermann von Salza
Hermann von Salza, né vers 1179 à Langensalza en Thuringe et mort le 20 mars 1239 à Salerne, est le quatrième grand maître de l'ordre Teutonique de 1209 à sa mort. Il joue un rôle considérable dans l'expansion de l'ordre Teutonique en Europe orientale et dans la création de l'État teutonique. Il est le principal conseiller et diplomate de l'empereur Frédéric II de Hohenstaufen.

## Biographie

### Débuts dans l'ordre Teutonique
Né probablement vers 1179 à Langensalza aux environs de Mühlhausen, Hermann von Salza est originaire d'une famille de ministériaux du landgraviat de Thuringe. Le moment précis où il entre dans l'ordre Teutonique est inconnu, probablement au cours de la dernière décennie du XIIe siècle.
En juin 1209, Hermann von Salza succède à Heinrich von Tunna, le troisième grand maître de l'ordre, mortellement blessé en Cilicie. Sous son magistère, l'ordre Teutonique conduit, en 1211, à la demande du roi André II de Hongrie, une expédition dans le Burzenland afin de coloniser le pays et de convertir les Coumans au christianisme. Les chevaliers s'établissent au sud-est de la Transylvanie et tentent d'y créer un État autonome. Quelques grandes villes comme Kronstadt voient alors le jour. L'ordre y prospère, mais sera chassé par les troupes du roi de Hongrie en juin 1225.

### Activité diplomatique en Europe et en Terre sainte
Hermann von Salza accompagne en 1211-1212 le prélat Wilbrand d'Oldenburg lors de son voyage en Palestine, en Syrie, en Arménie et à Chypre. En 1215, il effectue un séjour à Rome et reçoit du pape Innocent III une confirmation des privilèges de l'ordre Teutonique. À la fin de l'année 1216, il rencontre l'empereur Frédéric II pour la première fois à Nuremberg, et devient rapidement l'un de ses principaux conseillers. Il se rend à nouveau en Terre sainte en 1218 et concourt, durant la cinquième croisade, à la prise de Damiette en 1219. De retour en Europe, il assiste en 1220 au couronnement de l'empereur à Rome et obtient du pape Honorius III de nouveaux privilèges pour son ordre, comme le port du manteau blanc auparavant réservé aux Templiers. En 1223-1224, il effectue une mission diplomatique dans le nord de l'Allemagne afin de faire libérer le roi Valdemar II de Danemark.
Hermann arrange en 1225 le mariage entre Frédéric II et Isabelle, la fille de Jean de Brienne, alors roi de Jérusalem. Il voyage ensuite en Allemagne afin de lever des troupes pour la sixième croisade. Il fait partie du premier contingent de croisés allemands déployés en 1227 et élève la forteresse de Montfort, qui deviendra le siège principal de l’ordre Teutonique en Terre sainte. Il accompagne Frédéric II lors de son entrée à Jérusalem en mars 1229 et participe à la cérémonie du couronnement. Il reçoit en récompense de son dévouement des privilèges importants pour son ordre à Saint-Jean-d'Acre et à Jérusalem. À la suite de cette croisade, Hermann revient en Europe et œuvre pour lever l'excommunication dont l'empereur fait l'objet. Grâce à sa médiation, l'empereur et le pape Grégoire IX signent un traité de paix à Ceprano en 1230, et l'excommunication de Frédéric II est levée.

### Conquête du Culmerland et création de l'État teutonique

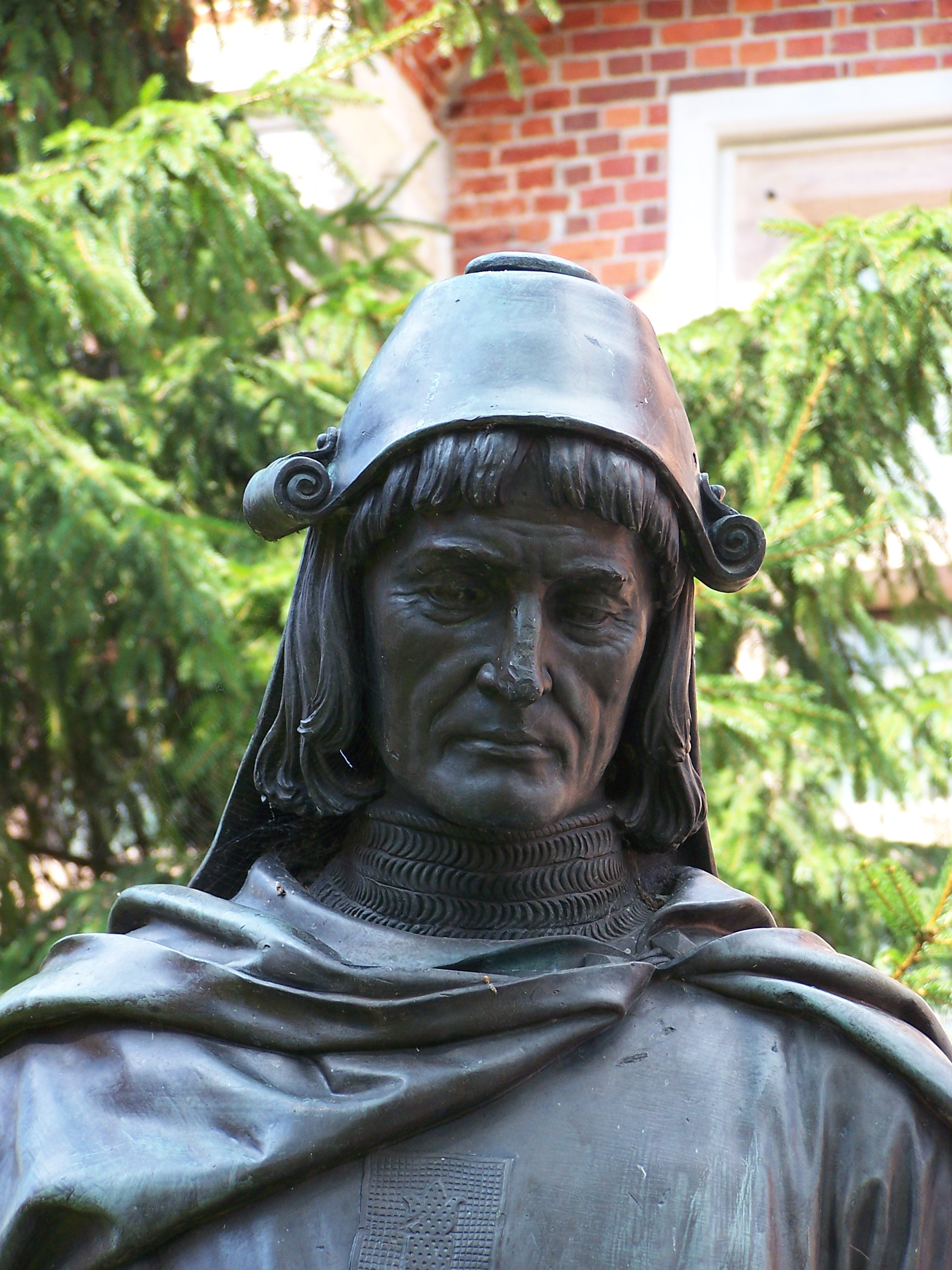
Statue d'Hermann von Salza au château de Marienbourg.

En 1225, le duc Conrad de Mazovie demande une aide militaire à l'ordre Teutonique afin de pacifier le pays de Culm. En 1230, avec la probable collaboration de l’évêque Guillaume de Modène, l'ordre signe avec le duc de Mazovie le traité de Kruschwitz. En août 1234 la bulle d'or de Rieti, fulminée par le pape Grégoire IX, donne à l’ordre Teutonique la totalité de la terre de Prusse, encore à conquérir, et place le nouvel État sous la protection du Saint-Siège. Hermann von Salza obtient également le soutien de l'empereur qui lui remet une charte de donation, la bulle d'or de Rimini, accordant à l'ordre Teutonique les droits des princes d’Empire dans cette région. Les chevaliers Teutoniques s'installent sur la basse Vistule à la frontière de la Pologne et commencent leur longue campagne d'évangélisation forcée des peuples baltes. La conquête de la Prusse, lancée dès 1230, est confiée par le grand maître au commandeur Hermann Balk.
Hermann reprend ensuite à plusieurs reprises son rôle de diplomate : en 1232-1234 pour régler la querelle entre le maréchal impérial Richard Filangieri et les barons des États latins d'Orient, puis en 1235 pour mettre un terme au conflit entre Frédéric II et son fils Henri VII. Les excellentes relations qui unissent le grand maître au pape d'une part, et à l'empereur d'autre part, lui permettent d'obtenir de nombreux privilèges et de nombreuses donations qui renforcent le pouvoir de l'ordre Teutonique. En 1237, il obtient le rattachement à l’ordre des chevaliers Porte-Glaive, décimés à la suite de défaite de la Saule. Ces derniers formeront la branche livonienne de l’ordre Teutonique.
Hermann von Salza passe la fin de sa vie en Italie du Sud, où il meurt le 20 mars 1239.